# Distrito de Torata
El distrito peruano de Torata es uno de los 6 distritos de la Provincia de Mariscal Nieto, ubicada en el Departamento de Moquegua, bajo la administración del Gobierno regional de Moquegua, al sur del Perú.
Desde el punto de vista jerárquico de la Iglesia católica forma parte de la Diócesis de Tacna y Moquegua la cual, a su vez, pertenece a la Arquidiócesis de Arequipa.

## Etimología
Torata proviene de la palabra aimara t'ula, que significa leña. Torata significaría lugar poblado de árboles leñosos ó lugar donde hay leña.

## Historia
La batalla de Torata tuvo lugar el 19 de enero de 1823 durante la guerra de independencia del Perú, entre el Ejército Libertador del Sur al mando del general argentino Rudecindo Alvarado y el Ejército Real del Perú al mando del brigadier Jerónimo Valdés y que culminó con la derrota independentista cuyo ejército sería completamente destruido dos días después en la Batalla de Moquegua.

## Demografía
La población estimada en el año 2020 era de 6.753 habitantes.

## Autoridades

### Municipales
- 2023 - 2026[4]
  - Alcalde: ING. ELVIS RIDER CORDOVA NINA, del Frente de Integración Regional Moquegua Emprendedora FIRME.
  - Regidores:

  1. Arla Nohelia Flor Cruz (Frente de Integración Regional Moquegua Emprendedora FIRME)
  2. Jhony Apaza Callata (Frente de Integración Regional Moquegua Emprendedora FIRME)
  3. Omero Alvin Cuayla Rodriguez (Frente de Integración Regional Moquegua Emprendedora FIRME)
  4. Vanitza Idalia Barrera Juárez (Frente de Integración Regional Moquegua Emprendedora FIRME)
  5. Rolando Quispe Llanque (Alianza para el progreso)